# ZDHHC12
ZDHHC12 (англ. Zinc finger DHHC-type containing 12) – білок, який кодується однойменним геном, розташованим у людей на 9-й хромосомі. Довжина поліпептидного ланцюга білка становить 267 амінокислот, а молекулярна маса — 30 813.
| 10         |  | 20         |  | 30         |  | 40         |  | 50         |
| ---------- |  | ---------- |  | ---------- |  | ---------- |  | ---------- |
| MAPWALLSPG |  | VLVRTGHTVL |  | TWGITLVLFL |  | HDTELRQWEE |  | QGELLLPLTF |
| LLLVLGSLLL |  | YLAVSLMDPG |  | YVNVQPQPQE |  | ELKEEQTAMV |  | PPAIPLRRCR |
| YCLVLQPLRA |  | RHCRECRRCV |  | RRYDHHCPWM |  | ENCVGERNHP |  | LFVVYLALQL |
| VVLLWGLYLA |  | WSGLRFFQPW |  | GQWLRSSGLL |  | FATFLLLSLF |  | SLVASLLLVS |
| HLYLVASNTT |  | TWEFISSHRI |  | AYLRQRPSNP |  | FDRGLTRNLA |  | HFFCGWPSGS |
| WETLWAEEEE |  | EGSSPAV    |  |            |  |            |  |            |

A: Аланін

C: Цистеїн

D: Аспарагінова кислота

E: Глутамінова кислота

F: Фенілаланін

G: Гліцин

H: Гістидин

I: Ізолейцин

K: Лізин

L: Лейцин

M: Метіонін

N: Аспарагін

P: Пролін

Q: Глутамін

R: Аргінін

S: Серин

T: Треонін

V: Валін

W: Триптофан

Кодований геном білок за функціями належить до трансфераз, ацилтрансфераз, ліпопротеїнів. 
Задіяний у такому біологічному процесі, як альтернативний сплайсинг. 
Локалізований у мембрані.